# Surma River
Surma River är ett vattendrag i Bangladesh. Det ligger i den nordöstra delen av landet, 170 km nordost om huvudstaden Dhaka.
Trakten runt Surma River består till största delen av jordbruksmark. Runt Surma River är det tätbefolkat, med 411 invånare per kvadratkilometer.